# Jungle Fight 53
Jungle Fight 53 Será um evento de MMA, que ocorrerá no dia 1 de Junho de 2013 Em uma Arena montada exclusivamente para a competição, no Paço Municipal. Japeri, Rio de Janeiro.

O Jungle Fight iria promover pela primeira vez uma unificação de cinturões no entanto, o Campeão interino dos moscas (até 57kg) do Jungle Fight, Robson New sofreu uma lesão no braço durante os treinos e forçou a organização a fazer uma mudança de última hora na luta principal do evento. O adversário do campeão linear da categoria, Arinaldo da Silva, passou a ser Rayner Silva, que terá a oportunidade de brigar pelo cinturão, na edição 53, dia 1º de junho. O local escolhido pelo maior evento de MMA da América Latina é Japeri-RJ, na Baixada Fluminense, que estará completando 22 anos de sua emancipação.

Jungle Fight 53
Sábado, 1º de junho de 2013
Arena Jungle Fight, Japeri (RJ) – 22h (Ao vivo pelo Sportv, Canal Combate e ESPN Deportes)
Card oficial (sujeito a alterações)
Luta principal: Arinaldo da Silva (Kimura / Nova União ) x Rayner Silva (Orion Fight Camp) - Disputa do cinturão Jungle categoria pesos-moscas – até 57kg
Co-Luta Principal: Salomão Ribeiro (Team Nogueira) x Rodney Wallace (Chute Boxe Pirajú -USA) – até 93kg
Vlamir "Bidu" Lazaro (Nova União - RJ ) x Guilherme Kyoto ( Pitbull Brothers) - até 70kg
Mario Israel (Top Life) x Nildo Catchal (Roxo Strike Team)  – até 61kg
Warlley Alves ( XGym ) x Ederson Moreira ( Parana Vale Tudo) - até 77kg
Luis "Japeri" ( Top Brother/ Japeri ) x Cosme “Baiano” dos Santos ( Mangueira Team ) - até 70kg
Rodrigo" Delegado " Magalhães " ( Team Nogueira ) x Alex Oliveira ( WCT/ Gota) - até 70kg